# Ricciotti Greatti
 (Basiliano, 13 ottobre 1939) è un ex calciatore italiano, di ruolo centrocampista.

## Carriera

Ricciotti Greatti ai tempi della Fiorentina

Cresciuto nello Spilimbergo, Greatti passò alla Fiorentina, con cui nell'autunno 1958 giocò la finale di Coppa Italia e debuttò in A (Triestina-Fiorentina 1-3 del 12 ottobre). Nella stagione successiva giocò nel Palermo, dove collezionò 16 presenze condite da 4 reti. Successivamente passò alla Reggiana, dove rimase per tre stagioni. Giunse al Cagliari per 32 milioni di lire nella stagione 1963-1964 e vi restò fino al termine della carriera. È uno dei tre calciatori che conquistò con il Cagliari sia la promozione in serie A che lo storico scudetto sei anni dopo.
Con i cagliaritani Greatti ebbe anche una esperienza nel campionato nordamericano organizzato nel 1967 dalla United Soccer Association e riconosciuto dalla FIFA, in cui i sardi giocarono nelle vesti del Chicago Mustangs, ottenendo il terzo posto nella Western Division.
Ha segnato in tutte le stagioni da professionista, eccezion fatta per l'ultima, quando giocò 10 partite. Segnò complessivamente 54 reti nella sua carriera da professionista.
Dopo il ritiro ha continuato a vivere a Cagliari, dove ha aperto un'agenzia di assicurazioni.

## Riconoscimenti
Il Cagliari lo ha inserito nella sua Hall of Fame.

## Palmarès

### Competizioni nazionali
- Campionato italiano: 1

Cagliari: 1969-1970

### Competizioni internazionali
- Coppa dell'Amicizia italo-francese: 1

Fiorentina: 1959